# 604 (альбом)
604 — дебютний студійний альбом британського електропопа-гурта Ladytron. Виданий 6 лютого 2001 року на Emperor Norton Records. Деякі треки з альбому вперше були представлені на дебютному мініальбомі гурту під назвою Miss Black and Her Friends.

## Список пісень
Всі пісні написані учасниками гурта Ladytron окрім випадків де зазначено інше.
1. «Mu-Tron» — 2:58
2. «Discotraxx» — 3:50
3. «Another Breakfast with You» — 3:03
4. «CSKA Sofia» — 2:22
5. «The Way That I Found You» — 3:29
6. «Paco!» — 3:00
7. «Commodore Rock» — 4:47
8. «Zmeyka» — 3:14
9. «Playgirl» — 3:49
10. «I'm with the Pilots» — 2:43
11. «This Is Our Sound» — 4:09
12. «He Took Her to a Movie» — 3:10
13. «Laughing Cavalier» — 1:08
14. «Ladybird» (Grimes, Ladytron) — 4:38
15. «Jet Age» — 3:10
16. «Skools Out…» — 4:06

## Бонус-треки
20 липня 2004 року альбом був перевиданий з 4-ма додатковими треками. Перші три з них це записи з концерту гурту у Софії, Болгарія.